# 2014 في هندوراس
فيما يلي قوائم الأحداث التي وقعت خلال عام 2014 في هندوراس.

## سياسة

### تعيين في المنصب
- 27 يناير – خوان أورلاندو هيرنانديز رئيس هندوراس.

## رياضة
- 1 يناير – هندوراس في كأس العالم 2014

## وفيات

### يناير
- 24 يناير – رافاييل بينيدا بونس (مواليد 1930) سياسي هندوراسي.

### يوليو
- 15 يوليو – أوسكار أكوستا (مواليد 1933)[1]

### نوفمبر
- 13 نوفمبر – ماريا خوسيه ألفارادو (مواليد 1995) عارضة هندوراسية.